# Aethecerus puniceus
Aethecerus puniceus är en stekelart som beskrevs av Smits van Burgst 1913. Aethecerus puniceus ingår i släktet Aethecerus och familjen brokparasitsteklar. Inga underarter finns listade i Catalogue of Life.